# Krajné
Krajné (maďarsky Karaj, do roku 1899 Krajna) je obec na západě Slovenska v okrese Myjava. Žije zde přibližně 1 400 obyvatel. První písemná zmínka o obci pochází z roku 1392.

## Stavební památky
- Katolický kostel svatého Michala, původně renesanční z roku 1595, v polovině 18. století upraven v barokním slohu.
- Evangelický kostel byl postaven jako toleranční v roce 1784 bez věže. V roce 1806 ho zapálil blesk. Byl obnoven v roce 1867, renovován a zaklenut.
- Evangelická zvonice, zděná stavba na čtvercovém půdorysu z poloviny 19. století.